# شبه الاستقرار

حالة شبه استقرار لرابطة ضعيفة (1)
تمثيل حالة انتقالية (2)
تشكيل حالة مستقرة لرابطة قوية.

شبه الاستقرار تمثل ظاهرة يمر بها نظام ما عندما يقضي وقتاً ممتداً في حالة مغايرة للحالة القاعية الأقل طاقة. ونقول في هذه الحالة عن الجسم المدروس أنه شبه مستقر
يمكن تمثبل ذلك بوجود كرة داخل حفرة موجودة على منحدر، إذا توفرت شروط تسمح للكرة بالخروج من الحفرة فإنها ستتدحرج إلى مستوى أخفض. يمكن ضرب مثال آخر على مستوى الجزيئات وهو بحالة تشكيل المصاوغات.

## خواص الديناميكا الحرارية
تمتلك العديد من المواد الصلبة بنيةً بلوريّةً على المستوى الميكروسكوبي، وكأنّ جُزيئاتها مُرتبة بشكلٍ مُنتظم للغاية. عند تسخين تلك المواد تهتز جُزيئاتها في مواضعها، وعند الوصول لدرجة الانصهار، تتحرك هذه الجُزيئات وتنساب من مواضعها وينهار الشكل المُنظّم الذي تتواجد فيه. هناك فارق كبير بين الحالة الصلبة والحالة السائلة للمادة، ويتّضح هذا الفارق جليًا عند تحوّل الحالة الصلبة إلى الحالة السائلة، إذ تتغيّر خواص المادة تدريجيًا على مراحل أثناء هذا التحول -مثل الكثافة-. وتُعدّ عمليّة “التجمد” أيّ عند تحوّل المادة من الحالة السائلة إلى الحالة الصلبة وإطلاقها حرارةً – ما يُعرف باسم “حرارة الأنصهار”- أبرز مثالٍ يوضِّح هذه الفكرة.
إحدى الخواص الفيزيائيّة الأخرى للسوائل، هي اللزوجة، وهي مقدار مقاومة المادة -في الحالة السائلة- للتدفق، فلزوجة الماء في درجة حرارة الغرفة العاديّة تساوي .01 poises0، بالمقابل، فإنّ لزوجة الزيت أعلى بكثير من لزوجة الماء وتصل إلى 1 poises.
كلّما انخفضت درجة حرارة السائل، زادت لزوجته، ولكنّ اللزوجة تمنع جزيئات المادة السائلة من التراص في هيئة بلورات مثل المواد الصلبة. وعادةً كلّما زادت برودة المادة الصلبة –لما هو أقل من نقطة الانصهار- تبدأ البلورات بالتكوّن وتتراص كهيئة المواد الصلبة، ولكن قد تتحوّل المادة السائلة إلى حالاتٍ أخرى عند انخفاض الحرارة أكثر وأكثر، وهي حالة (التبريد الفائق – Supercooled)، إذ تظلّ المادة السائلة في حالتها السائلة حتّى لو تخطّت نقطة الانصهار، وهذا يعود لعدم وجود مناطق مركزيّة تبدأ عندها الجُزيئات بالتبلور.
في حال زادت اللزوجة بالقدر الكافي -كلّما انخفضت درجة الحرارة- ربّما لن تتبلور أبدًا، فاللزوجة تزداد بشكر طرديّ ومستمر، لتصبح في نهاية الأمر مادة سائلة، سميكةً للغاية، أو بشكلٍ أدقّ، تصبح مادةً صلبةً ولكنّها غير متبلورة. وتكون جُزيئات هذه المادة غير متراصة بشكلٍ منتظم، كما هو الحال في المادة الصلبة العاديّة، ولكنها تكون متماسكة بشكلٍ كافٍ لتترابط مع بعضها وتبدو صلبة، يُطلَق على هذه الحالة من المادة اسم (الزجاج أو مواد صلبة غير متبلورة – amorphous solid or glass).
يدّعي البعض أنّ الزجاج ما هو إلّا سائل فائق التبريد؛ وهذا يعود لعدم وجود مرحلة انتقاليةٍ أولى عند تحوّله من الحالة السائل إلى الحالة الصلبة، ولكنّ هذا غير صحيح. إذ أنّنا نرصد مرحلةً انتقاليّةً ثانية عند تحوّل السوائل فائقة التبريد إلى زجاج، ولكن يصعُبُ ملاحظة هذه المرحلة مثل المرحلة الأولى؛ وذلك لأنّ التغير في الكثافة لا يكون كبيرًا كما هو الحال في المرحلة الأولى، ولا تتغيّر حرارة الانصهار بشكلٍ كبيرٍ مثل المرحلة الأولى، ولكنّ التغيير الملحوظ يكون في السعة الحراريّة للمادة. درجة الحرارة الكامنة في الزجاج تعتمد بالأساس على سرعة التبريد التي تخضع لها تلك المادة التي تحوَّل إلى زجاج، فكلّما كان التبريد بطيئًا، كانت درجة الحرارة الكامنة في الزجاج أعلى وتستمر لفترة أطول، ويصبح الزجاج الناتج أكثر كثافةً. ولكن علينا أن نُراعي درجة التبريد تلك، لنتجنب الوصول إلى الحدّ المسموح وتحوُّل المادة إلى الحالة الصلبة بدلًا من تحوُّلها إلى زجاج.

## اقرأ أيضاً
- تلاكؤ
- عدم الاستقرار